# Hermann Herbst
Hermann Herbst (* 21. Juli 1895 in Düsseldorf; † 17. August 1944 in Niš, Jugoslawien) war ein deutscher  Historiker, Kodikologe und Bibliothekar. Herbst war einer der führenden Einbandforscher seiner Zeit.

## Leben
Nachdem Herbst in Magdeburg das Gymnasium besucht hatte, nahm er als Leutnant am Ersten Weltkrieg teil. Nach Kriegsende studierte er Germanistik und Romanistik in Halle an der Saale sowie an der Universität Leipzig (hier unter anderem bei Walter Goetz), wo er 1922 mit Häresien in Südwestdeutschland in der ersten Hälfte des 13. Jahrhunderts promovierte. Anschließend ließ er sich bis 1924 zum Bibliothekar ausbilden und wurde 1925 wissenschaftlicher Mitarbeiter an der Herzog August Bibliothek in Wolfenbüttel. 1927 wurde Herbst zum Bibliotheksrat und zum stellvertretenden Direktor ernannt. Bei Ausbruch des Zweiten Weltkrieges wurde er als Hauptmann eingezogen und nahm schließlich als Bataillonsführer an den Kämpfen in Ost- und Südosteuropa teil, wo er am 17. August 1944 fiel.
In seiner wissenschaftlichen Arbeit konzentrierte sich Herbst auf die Kulturgeschichte des 15. und 16. Jahrhunderts, so z. B. auf die Bursfelder Reform sowie auf norddeutsche mittelalterliche Bibliotheks-, Buch- und Einbandgeschichte.
Sein einziger Sohn Jürgen Herbst hat eine Autobiografie über seine Jugend in Wolfenbüttel geschrieben.

## Veröffentlichungen (Auswahl)
- Alte deutsche Bucheinbände des 15. bis 18. Jahrhunderts. Braunschweig 1926.
- Der braunschweigische Hofbuchbinder Lucas Weischner. Ein Beitrag zur Geschichte des deutschen Renaissance-Einbandes. In: Jahrbuch der Einbandkunst., Verlag für Einbandkunst. Band 1. Verlag für Einbandkunst, Leipzig 1927. S. 87–111.
- Das Benediktinerkloster Klus bei Gandersheim und die Bursfelder Reform. Leipzig/Berlin 1932 (= Beiträge zur Geschichte des Mittelalters und der Renaissance. Band 50).
- Die Bibliothek der Andreaskirche zu Braunschweig. in: Zentralblatt für Bibliothekswesen. Jg. 58, Heft 9/10, Sept./Okt. 1941, S. 301–338.
- Häresien in Südwestdeutschland in der ersten Hälfte des 13. Jahrhunderts. Dissertation, Leipzig 1922.
- Tider Woltmann, ein Braunschweiger Buchbinder des 15. Jahrhunderts. in: Braunschweiger Werkstücke. Band 9, Braunschweig 1938.